# زرشک مکزیکی
زرشک مکزیکی (نام علمی: Berberis haematocarpa) نام یک گونه از سرده زرشک است.